# Liste der Kulturgüter in Hölstein
Die Liste der Kulturgüter in Hölstein enthält alle Objekte in der Gemeinde Hölstein im Kanton Basel-Landschaft, die gemäss der Haager Konvention zum Schutz von Kulturgut bei bewaffneten Konflikten, dem Bundesgesetz vom 20. Juni 2014 über den Schutz der Kulturgüter bei bewaffneten Konflikten sowie der Verordnung vom 29. Oktober 2014 über den Schutz der Kulturgüter bei bewaffneten Konflikten unter Schutz stehen.
Objekte der Kategorie A sind im Gemeindegebiet nicht ausgewiesen, Objekte der Kategorie B sind vollständig in der Liste enthalten, Objekte der Kategorie C fehlen zurzeit (Stand: 1. Januar 2023).

## Kulturgüter
| Foto |                                                                          | Objekt                                       | Kat. | Typ | Standort                             | Beschreibung |
| ---- | ------------------------------------------------------------------------ | -------------------------------------------- | ---- | --- | ------------------------------------ | ------------ |
| ja   | Datei hochladen · Wikidata zu Herrensitz Neuhaus (Q29678308)             | Herrensitz Neuhaus KGS-Nr.: 01438            | B    | G   | Neuhausweg 4 625123 / 252953         |              |
| ja   | Datei hochladen · Wikidata zu Gasthof Rössli mit Schopf (Q29678291)      | Gasthof Rössli mit Schopf KGS-Nr.: 12133     | B    | G   | Hauptstrasse 17, 17a 625113 / 252990 |              |
| BW   | Datei hochladen · Wikidata zu Hinterbohl, römischer Gutshof (Q117864726) | Hinterbohl, römischer Gutshof KGS-Nr.: 17096 | B    | F   | 625250 / 251750                      |              |